# Gostinari (gmina)
Gostinari – gmina w Rumunii, w okręgu Giurgiu. Obejmuje miejscowości Gostinari i Mironești. W 2011 roku liczyła 2634 mieszkańców. 